# 夏云杰
夏云杰（1903年—1936年11月26日），山东省沂水人。曾组建东北民众义勇军，后任东北抗日联军第六军军长。1936年11月21日，夏云杰率部在三江省佳木斯市汤原县筹集给养装备时，遭日伪军伏击，身负重伤，后于26日救治无效後牺牲。

## 生平

### 早期
夏云杰1903年出生于山东省沂水县四十里堡镇，读了四年私塾后辍学参加劳动。1926年3月逃荒至黑龙江省汤原县，后迁居至太平川镇。1932年9月，夏云杰进入中共汤原中心县委组织的积极分子培训班学习共产主义，后经中共满洲省委巡视员冯仲云介绍，夏云杰加入中国共产党。

### 组建游击队
1933年8月，中共汤原中心县委召开第六次扩大会议，夏云杰当选为县委委员，主要负责军事工作。会后，夏云杰将汤原县各支义勇军组织成立为东北民众联合义勇军，下属3个大队，共550余人。8月14日，义勇军夜袭汤原县城，失利后联合义勇军解体。1933年11月，夏云杰重新集结被打散的游击队员，组建汤原游击队，共有队员20余人。1934年8月，夏云杰前往哈尔滨参加短期训练班学习，学习结束后，被任命为汤原反日游击总队政治委员。10月，夏云杰回到汤原后，宣布汤原反日游击队改名为汤原反日游击总队。由戴洪宾为总队长，李仁根为参谋长，下辖四个队，全体队员150余名，到1934年底，汤原反日游击总队已发展到400余人。1935年7月，夏云杰、戴鸿宾率游击总队进入太平川，随后建立汤原太平川抗日游击根据地，游击队发展到700余人，编为3个中队。

### 东北人民革命军第六军
1936年1月上旬，东北人民革命军第三军军长赵尚志、第四军军长李延禄各率主力部队从珠河县、方正县的游击根据地出发，前往汤原反日游击根据地，与夏云杰率领的汤原反日游击总队会师。1月中旬，汤原反日游击总队宣布改编为东北人民革命军第六军，夏云杰任军长，军部下辖四个团，部队发展到千余人。1936年6月，第六军由4个团扩编到8个团。9月，东北人民革命军第六军改称东北抗日联军第六军，夏云杰担任军长，人员达2000余名。1936年9月18日，夏云杰出席珠汤联席会，会上成立了中共北满临时省委，夏云杰被选为中共北满临时省委委员。

### 牺牲
1936年10月，日本关东军开展的第二期“大讨伐”进入后半期，日军特调满洲国第三军管区齐齐哈尔骑兵团与廉成平为首的日伪军两个连兵力，向汤原反日根据地发动进攻。11月，夏云杰在汤原黑金河集结兵力，筹备给养和装备时遭到日伪军的伏击，身负重伤，后于26日救治无效牺牲。
2014年9月1日，夏云杰被列入中华人民共和国民政部公布的第一批300名著名抗日英烈和英雄群体名录。